# Hodometrica
Hodometrica är ett släkte av kräftdjur. Hodometrica ingår i familjen Pagurapseudidae.
Kladogram enligt Catalogue of Life:
| Hodometrica | \| \| Hodometrica australis \| \| \| \| \| \| Hodometrica prolixa \| \| \| \| |
|             | \| \| Hodometrica australis \| \| \| \| \| \| Hodometrica prolixa \| \| \| \| |
|             | Indoapseudes                                                                  |
|             |                                                                               |
|             | Macrolabrum                                                                   |
|             |                                                                               |
|             | Msangia                                                                       |
|             |                                                                               |
|             | Pagurapseudes                                                                 |
|             |                                                                               |
|             | Pagurapseudopsis                                                              |
|             |                                                                               |
|             | Pagurotanais                                                                  |
|             |                                                                               |
|             | Parapagurapseudopsis                                                          |
|             |                                                                               |
|             | Hodometrica australis                                                         |
|             |                                                                               |
|             | Hodometrica prolixa                                                           |
|             |                                                                               |

|  | Hodometrica australis |
|  |                       |
|  | Hodometrica prolixa   |
|  |                       |